# Billy Eichner
Billy Eichner (* 18. září 1978 New York, New York, USA) je americký komik, herec, spisovatel a televizní osobnost. Je hostitelem, výkonným producentem a tvůrcem pořadu Billy on the Street z produkce společnosti Funny Or Die. Jedná se o komediální herní show, která je momentálně vysílána na kanále truTV. V roce 2013 byl Eichner nominován na cenu Daytime Emmy v kategorii "Vynikající hostitel herní show". Dále je známý jako představitel Craiga Middlebrookse v sitcomu Parks and Recreation. Svůj hlas propůjčil do animovaného seriálu Bobovy burgery nebo do filmu Lví král.

## Dětství a mládí
Eichner je Žid a homosexuál. V roce 1996 vystudoval Stuyvesant High School a v roce 2000 Northwestern University. Herec Robin Lord Taylor byl jeho spolubydlícím.

## Kariéra
Eichner získal pozornost jako moderátor a spisovatel show Creation Nation: A Live Talk Show. Později se také objevil v talk show Conan. a jako představitel sám sebe v Watch What Happens: Live s Andym Cohenem, Last Call with Carson Daily, Wendy Williams Show, a Fashion Police s Joan Riversovou.
Eichner se objevil jako dabující speciální host v několika epizodách animovaného seriálu Bobovy burgery jako Pan Ambrose, knihovník. Pravidelně vzstupoval v divadle Upright Citizens Brigade Theatre v New Yorku.
Dne 5. srpna 2013, si Eichner zahrál v šesté sezóně politickém komediálním sitcomu Parks and Recreation.
Během 66. ročníku udílení cen Emmy v roce 2014, se Eichner objevil s hostitelem show Sethem Meyersem v ulicích New Yorku a dělal rozhovory s náhodnými lidmi.
Eichner v současné době hraje v komediálním pořadu Difficult People s Julie Klausner. Pořad se začal vysílat 5. srpna 2015. V roce 2016, se Eichner objevil ve filmu Sousedi 2, který měl premiéru 20. května téhož roku. V březnu roku 2017, bylo oznámeno, že se Eichner připojí k hereckému obsazení pořadu American Horror Story v sedmé sérii. V dubnu 2017, bylo oznámeno, že Eichner jednal se studii Disney a režisérem Jonem Favreauem ohledně propůjčení svého hlasu postavě Timona v Disneyho remaku Lví Král.

## Filmografie

### Film
| Rok  | Název                              | Role                            | Poznámky            |
| ---- | ---------------------------------- | ------------------------------- | ------------------- |
| 2008 | Mejdan v Las Vegas                 | Kapelník                        |                     |
| 2010 | The Charlie Sheen Is Too Damn High | Timmy McMillan                  | krátkometrážní film |
| 2013 | Glitter and Ribs                   | Taylor Swift                    | krátkometrážní film |
| 2014 | Tučňáci z Madagaskaru              | Reportér v New Yorku (hlas)     |                     |
| 2015 | Milenci těch druhých               | SLAA Reproduktor                |                     |
| 2016 | Angry Birds ve filmu               | Šéfkuchař Prase/Phillip (hlasy) |                     |
| 2016 | Sousedi 2                          | Oliver Studebaker               |                     |
| 2018 | Most Likely to Murder              | Speigel                         |                     |
| 2019 | Lví král                           | Timon (hlas)                    |                     |
| 2019 | Noelle                             | Gabirle Kringe                  |                     |
| 2022 | Kámoši                             | Bobby Leiber                    | také scenárista     |

### Televize
| Rok       | Název                             | Role                         | Poznámky                               |
| --------- | --------------------------------- | ---------------------------- | -------------------------------------- |
| 2011–2017 | Billy on the Street               | sám sebe                     | také tvůrce a výkonný producent        |
| 2013–2015 | Parks and Recreation              | Craig Middlebrooks           | 17 dílů                                |
| 2013–2021 | Bobovy burgery                    | pan Ambrose (hlas)           | 13 dílů                                |
| 2014      | Millerovi                         | Leon                         | díl: „Stěhování“                       |
| 2014      | Nová holka                        | Barry                        | díl: „LAXmas“                          |
| 2015–2017 | Difficult People                  | Billy Epstein                | 28 dílů                                |
| 2016      | Unbreakable Kimmy Schmidt         | sám sebe                     | díl: „Kimmy a opilá lady!“             |
| 2016      | Hairspay Live!                    | Rob Barker                   | televizní speciál                      |
| 2017–2019 | Přátelé z výšky                   | Dr. Felix Forzenheim         | 13 dílů                                |
| 2017      | American Horror Story: Cult       | Harrison Wilton/Tex Watson   | 6 dílů                                 |
| 2018      | RuPaul's Drag Race                | Sám sebe                     | díl: „Cher: The Unauthorized Rusical!“ |
| 2018      | American Horror Story: Apocalypse | Brock/Mutt Nutter            | 5 dílů                                 |
| 2018      | Simpsonovi                        | Billy (hlas)                 | díl: „Šašek v manéži“                  |
| 2018      | Griffinovi                        | Sám sebe (hlas)              | díl: „Pawtucket Pete“                  |
| 2019      | Zelená vajíčka se šunkou          | kapitán Walter Bigman (hlas) | díl: „Boat!“                           |
| 2020      | Mariah Carey a kouzelné Vánoce    | Elf Billy                    | vánoční speciál                        |
| 2021      | American Crime Story              | Matt Drudge                  | 5 dílů                                 |
| 2021      | Dickinson                         | Walt Whitman                 | díl: „To je můj dopis pro ten svět“    |

## Ocenění a nominace
| Rok  | Cena              | Kategorie                                     | Nominované práce    | Výsledek |
| ---- | ----------------- | --------------------------------------------- | ------------------- | -------- |
| 2013 | Cena Daytime Emmy | Vynikající hostitel herní show                | Billy on the Street | nominace |
| 2015 | Cena Emmy         | Vynikající krátkometrážní hraný zábavní pořad | Billy on the Street | nominace |